# Státní znak Lotyšska
Státní znak Lotyšska je uzákoněn ve třech variantách:
Velký znak je tvořen děleným, od středu polceným štítem. V horním, modrém poli je zlaté, rostoucí slunce s 21 paprsky (11 širokých a mezi nimi 10 úzkých). V heraldicky pravém, dolním, stříbrném poli je červený lev, v pravém, červeném poli je stříbrný gryf s taseným mečem. Nad štítem jsou tři zlaté, plnější, pěticípé hvězdy. Jako štítonoši jsou použiti červený lev a stříbrný gryf ze znaku stojící na dubových ratolestech, které jsou svázány stuhou v národních barvách.
Střední státní znak tvoří pouze štít ze znaku velkého, na němž jsou zlaté, plnější, pěticípé hvězdy a obklopují ho dvě zkřížené dubové ratolesti.
Malý státní znak je tvořen pouze štítem a třemi hvězdami nad ním.
Velký státní znak smí užívat lotyšský prezident, parlament, premiér, kabinet ministrů, ministerstva, nejvyšší soud, prokuratura, velvyslanectví a diplomatický sbor.
Střední znak mohou užívat agentury parlamentu, kabinet ministrů a instituce pod dozorem ministerstev.
Malý znak smí užívat např. vládní instituce, magistráty, obecní úřady a školy na úředních listinách a dokumentech.
Rostoucí slunce symbolizuje lotyšskou státnost. Červený lev reprezentuje historická území Kuronsko a Zemgalsko a stříbrný gryf Latgalsko a Vidzeme. Hvězdy symbolizují Kuronské velkovévodství, Livonské vévodství a Latgalsko.

## Historie

Znak Velkovévodství kuronského a zemgalského (1565–1737)
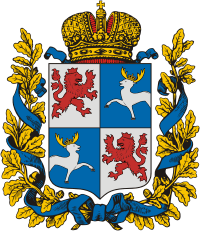
Znak Kuronské gubernie Ruského impéria (1878–1915)

Po únorové revoluci v Rusku (1917) byla v Lotyšsku ustanovena moc sovětů a země se stala prakticky autonomní ruskou republikou. V únoru 1918 bylo celé území Lotyšska obsazeno Německem. 3. března podepsalo sovětské Rusko s Německem Brestlitevský mír, tuto smlouvu však 13. listopadu 1918 anulovalo. Po odchodu Němců bylo 18. listopadu na části území vyhlášeno nezávislé Lotyšsko. To však muselo čelit útokům ze sovětského Lotyšska, kde byla v lednu 1919 vyhlášena Sovětská socialistická republika Lotyšska. Vláda premiéra Kārlise Ulmanise objednala u známého lotyšského umělce Julijse Maderniekse návrhy lotyšských bankovek. Na nich byl ve středu emblém, který se poté užíval i na známkách a vojenských praporech. Stal se tak de facto prvním státním znakem nezávislého Lotyšska, i když oficiálně (jako státní znak) nebyl nikdy přijat. Emblém byl tvořen sluncem se sedmnácti vlnitými paprsky, symbolizující počet ujezdů Ruska osídlených Lotyši. Dále byly na emblému tři pěticípé hvězdy s písmenem "L" a stuha v barvách lotyšské vlajky.
Prosovětská Sovětská socialistická republika Lotyšska schválila 15. ledna 1919 v Rize ústavu ve které byl v článku č. 31 popsán (nedostatečně) státní znak: „Znak Socialistické sovětské republiky Lotyšska se skládá z rudé hvězdy, v jejímž středu je vyobrazena kosa a kladivo a jež je obklopena ozubeným kolem. Okolo ní jsou nápisy 'Socialistická sovětská republika Lotyšska' a 'Proletáři všech zemí, spojte se!'" Dle dochovaných vyobrazení byl výjev umístěn do rudého, zlatě lemovaného, kruhového pole. ozubené kolo bylo zlaté, rudá hvězda zlatě lemovaná. Nástroje byly zlaté, překřížené a umístěny do kruhového, rudého, zlatě lemovaného pole uvnitř hvězdy. Nápisy byly kolem ozubeného kola, v horní polovině VISU ZEMLJU PROLETARIEŠI SAVIENOJATÍES! a v dolní černý (o něco menší) název republiky v lotyštině (LATVIJAS SOC. PADOMJU REPUBLIKA). 13. ledna 1920 bylo území SSRL dobyto Lotyšskou republikou a útvar zanikl. 11. srpna 1920 uznal Sovětský svaz nezávislost Lotyšska.

Znak Sovětské socialistické republiky Lotyšska (1919–1920)

15. června 1921 byl schválen ústavodárným shromážděním nový znak, který ztvárnil Vilhelms Krūmiņš i Rihards Zariņš. Tento znak je shodný se současným znakem.
V říjnu 1939 si Sovětský svaz vynutil smlouvu o vzájemné pomoci. 17. června 1940 vstoupila Rudá armáda na lotyšské území a 21. července byla vyhlášena Lotyšská sovětská socialistická republika, která byla 5. srpna začleněna do Sovětského svazu. Na mezinárodní úrovni byla země reprezentována sovětskými symboly.
25. srpna 1940 byl při přijetí ústavy Lotyšské SSR zaveden kromě vlajky i nový státní znak sovětské republiky. V článku č. 116 byl popsán takto: „Státní znak Lotyšské sovětské socialistické republiky znázorňuje zlatý srp a kladivo, které jsou obklopeny klasy, v paprscích slunce, jež vychází z moře; v horní části znaku je pěticípá zlatá hvězda, dole na stuze, která svazuje klasy jsou nápisy v lotyšském jazyce – ve středu „Latvijas PSR” a po stranách „Visu zemju proletārieši, savienojisties!” a v ruštině „Пролетарии всех стран, соединяйтесь!” Nedostatečný popis je možno doplnit dle historických oficiálních vyobrazení: moře bylo světle modré s vlnovkami, klasy světle zelenavě žluté s tmavším odstínech na stéblech a v zastíněných místech, stuha byla rudá s tmavším odstínem v zastíněných místech, půlkruh slunce byl bílý a další figury (paprsky slunce, texty nápisů, kontury klasů, stuhy, hvězdy, srp s kladivem) byly tmavě hnědé.
Zkřížené srp s kladivem na znaku byl symbol „nerozborného svazku dělníků a rolníků”, klasy představovaly „tvořivou práci lidu, zdroj blahobytu”. Moře symbolizovalo Baltské moře a lotyšské rybáře. Vycházející slunce bylo symbolem „nového jasného života”. Stuha s nápisem připomínala socialistické zřízení a hvězda byla symbolem „věrnosti republiky principům proletářského internacionalismu”. (není obrázek)
V roce 1979 byla ve Výnosu o státním znaku Lotyšské SSR změněna barva hvězdy ze zlaté na červenou. Zároveň byly upřesněny barvy a kontury znaku.

Znak Lotyšské SSR (1979–1990)

Po sílícím secesionistickém hnutí byla 7. října 1988 uznána Nejvyšším sovětem Lotyšské SSR za národní symbol země vlajka Lotyšské republiky z let 1918–1940. 15. února 1990 schválil (s účinností od 27. února) týž orgán zákon o provedení ústavních změn a dle článku 168 se stal státním znakem lotyšský znak z let 1921–1940. 4. května 1990 přijal stále stejný orgán deklaraci o svrchovanosti v rámci SSSR a vypustil z názvu republiky slova sovětská a socialistická. 21. srpna 1991 byla vyhlášena plná nezávislost Lotyšska.
1. ledna 1999 byl zákonem "O státním znaku Lotyšska" stanoven i malý a střední státní znak Lotyšska.
13. března 2003 byl státní znak a jeho užívání (naposledy) uzákoněn.

## Znaky historických zemí

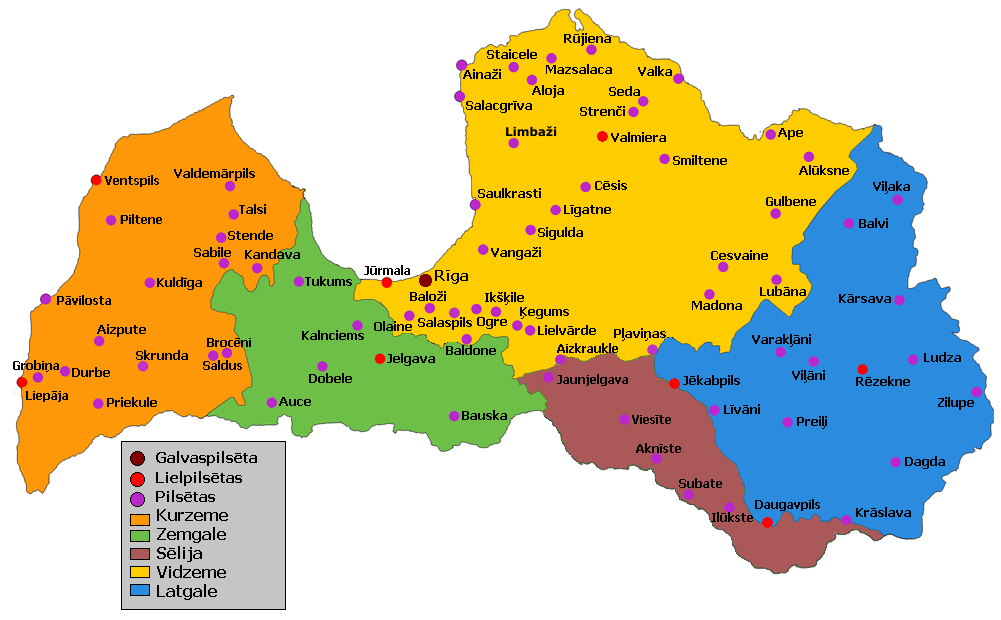
Lotyšské historické země
Kuronsko
Latgalsko
Vidzeme
Zemgalsko (včetně Sélska)

Lotyšsko je tvořeno pěti historickými zeměmi, které jsou uvedeny i v zákoně, přijatém 16. června 2021 – Kuronsko, Latgalsko, Sélsko, Vidzeme a Zemgalsko).

Kuronsko
Latgalsko
Sélsko
Vidzeme
Zemgalsko